# Палевый групер
Палевый групер (лат. Epinephelus epistictus) — вид лучепёрых рыб из семейства каменных окуней (Serranidae). Распространены в Индо-Тихоокеанской области. Максимальная длина тела 80 см.

## Описание
Тело несколько удлинённое, покрыто ктеноидной чешуёй с дополнительными чешуйками. Высота тела меньше длины головы, укладывается 3,0—3,3 раза в стандартную длину тела (для особей длиной от 12 до 50 см). Длина крупной головы в 2,2—2,5 раза меньше стандартной длины тела. Верхний профиль головы выпуклый. Межглазничное пространство выпуклое. Предкрышка с заострёнными углами и с 3—5 увеличенными зазубринами на углах. Верхний край жаберной крышки прямой или немного выпуклый. На жаберной крышке три шипа. Подкрышка и межкрышечная кость гладкие. Верхняя челюсть доходит до или заходит за вертикаль заднего края глаза. На средней части нижней челюсти располагаются 2 латеральных ряда мелких зубов, во внутреннем ряду зубы немного крупнее. Ноздри равны по размеру; или задние ноздри в 2 раза крупнее передних. На верхней части жаберной дуги 7—9 жаберных тычинок, а на нижней части 15—19. Длинный спинной плавник с 11 жёсткими колючими лучами и 14—15 мягкими лучами; третий или четвёртый жёсткие лучи наиболее длинные. Анальный плавник с 3 жёсткими и 8 мягкими лучами. Грудные плавники с 17—19 мягкими лучами, немного длиннее брюшных плавников. Хвостовой плавник закруглённый. Боковая линия с 57—70 чешуйками. Пилорических придатков 7—10.
Голова и тело бледно-буроватые или зеленовато-серые, с заметными, мелкими, буровато-чёрными пятнами на дорсолатеральной части тела, задней части головы и на плавниках. У некоторых особей от глаза до конца жаберной крышки идет слабая тёмная полоса; другая полоса идёт от глаза до выемки на предкрышке; третья полоса является продолжением верхнечелюстной полосы. Лучи грудного плавника буроватые, межлучевые мембраны бесцветные. Молодые особи с темными пятнами на голове и теле, которые располагаются в 3 продольных ряда. В Индийском океане особи обычно окрашены следующим образом: голова, тело и плавники коричневые или оливковые; на дорсолатеральной части тела, а иногда и задней части головы обычно видны бледно-коричневые черные пятна; у некоторых особей имеется ряд слабых тёмных пятен вдоль середины мягкой части спинного плавника, а также бледная полоса по краю плавника или ряд бледных пятен непосредственно за этими пятнами. Взрослые особи из Южной Африки темно-коричневые, с бледным или белым краем на мягкой части спинного плавника, анальном и по углам хвостового плавника. Молодые особи со слабой темно-коричневой полосой от глаза до конца жаберной крышки; второй более тёмной полосой от нижнего края глаза до подкрышки и третьей, продолжающейся от верхнечелюстной полосы до межглазничного пространства. Лучи грудного плавника коричневые или серовато-жёлтые, мембраны бесцветные.
Максимальная длина тела 80 см, обычно до 70 см; масса тела до 7 кг.

## Ареал и места обитания
Широко распространены в тропических и субтропических районах Индо-Тихоокеанской области от Красного моря вдоль восточного побережья Африки до ЮАР, вдоль всего побережья севера Индийского океана до Вьетнама, Китая, Тайваня, Кореи и Японии; Индонезия, Папуа-Новая Гвинея и до Фиджи и севера Австралии. Морские придонные рыбы. Обитают у скалистых рифов над скальными и иногда песчаными грунтами на глубине от 70 до 290 м.